# Koyékro
Koyékro est une localité du sud est de la Côte d'Ivoire et appartenant au département de Tiassalé, dans la Région des Lagunes. La localité de Koyékro est un chef-lieu de commune.